# Aramari
Aramari é um município brasileiro do estado da Bahia.

## História
Foi criado como Distrito, sob a denominação de Aramari, pela Lei Provincial nº 1.861, de 27 de maio de 1879, e fora anexado a vila de Alagoinhas.
Elevado à categoria de município, pela Lei Estadual nº 1.473, de 6 de setembro de 1961, desmembrando-o do município de Alagoinhas e instalado em 7 de abril de 1963.